# Giovanni Cattozzo
Giovanni Cattozzo, detto Nello (Rovigo, 13 luglio 1925 – Roma, 16 marzo 1992), è stato un calciatore italiano.

## Carriera
Cresce a Rovigo, dove esordisce in Serie C disputandovi cinque tornei.
Passa quindi al Treviso, dove disputa due campionati di Serie B (nel primo 33 presenze, nel secondo 37 presenze) al termine dei quali sale di categoria approdando al Bologna.
In Emilia disputa due stagioni in Serie A, per poi trasferirsi all'Atalanta, società in cui disputa sette stagioni, delle quali sei nel massimo campionato.
Durante la militanza nella società bergamasca fu protagonista suo malgrado del tentativo di combine noto come Caso Cappello. Avvicinato dall'ex-compagno di squadra ai tempi del Bologna Gino Cappello che gli lasciò un milione di lire come acconto per perdere la partita contro il Genoa, Cattozzo finse di accettare, ma avvisò il vicepresidente dell'Atalanta, Luigi Tentorio, che a sua volta si rivolse all'Ufficio Indagini. Il tentativo di illecito costò la squalifica a vita a Cappello e una penalizzazione per il Genoa da scontare nel campionato successivo.

## Palmarès

### Club

#### Competizioni nazionali
- Serie B: 1

Atalanta: 1958-1959
- Serie C: 1

Rovigo: 1947-1948